# Lev Gutman
Lev Gutman est un joueur d'échecs letton puis israélien et allemand né le 26 septembre 1945 à Riga. Grand maître international depuis 1986, il est affilié à la fédération israélienne de 1980 à 1989 et  à la fédération allemande depuis 1990.

## Biographie et carrière
Lev Gutman a remporté le championnat de Lettonie en 1972. Il émigra en Israël en 1980 et fut un des secondants de Viktor Kortchnoï. Il a joué au troisième échiquier dans l'équipe d'Israël lors de deux olympiades (en 1982 et 1984). Dans les années 1980, il remporta :
- le tournoi zonal de Beersheba en 1985 (ex æquo avec Shvidler, Lau et Gruenfeld),
- l'open de Lugano en 1986 (ex æquo avec Kortchnoï, Short et Plaskett) ;
- l'open de Bienne en 1987 et
- le championnat d'échecs de Paris 1988.

Grâce à sa première place au départage lors deu tournoi zonal de 1985, Gutman participa au tournoi interzonal de Bienne en 1985 et finit quinzième sur dix-huit joueurs.
Dans les années 1990, Gutman s'est installé en Allemagne et a remporté les tournois de Gladenbach 1992 et Bad Lauterberg (en 1999 et 2003).

## Publications
- (de) Schach-WM 1993. Timman oder Short gegen Garri Kasparow, Beyer, 1993

Spécialiste des ouvertures, Lev Gutman a publié :
- (en) 4... Qh4 in the Scotch Game, Batsford, 2001 ;
- (en) Budapest Fajarowicz: The Fajarowicz-Richter Gambit in Action, Batsford, 2004.

Il a été l'éditeur de la revue Das Schach Archiv.